# Franc Kulovec
Franc Kulovec (Dolenje Sušice, 1884 - Belgrado, 1941) fue un sacerdote católico, político y periodista yugoslavo de etnia eslovena. Fue presidente del Partido Popular Esloveno y en varias ocasiones ministro del Reino de Yugoslavia, y murió durante el bombardeo alemán de Belgrado de marzo de 1941.

## Biografía
Franc Kulovec nació el 8 de enero de 1884 en la aldea de Dolenje Sušice, muy cerca de Novo Mesto, en el Ducado de Carniola parte del Imperio austrohúngaro. Después de asistir al gymnasium inferior en Kočevje y superior en Liubliana, estudió teología en esta ciudad, donde fue consagrado sacerdote en 1907, y en 1910 recibió su doctorado en teología.
Entre 1910 y 1914, fue profesor en la escuela secundaria diocesana de Šentvid en Liubliana y, durante la Primera Guerra Mundial, fue llamado a filas por el Ejército austrohúngaro, cuya derrota significó el nacimiento del Estado de los eslovenos, serbios y croatas que después se integraría en el Reino de Yugoslavia. En esta época inició Kulovec su trayectoria política, convirtiéndose en uno de los líderes más importantes del Partido Popular Esloveno (SLS). En 1919, fundó el Sindicato de Agricultores Yugoslavos y fue elegido Secretario General del SLS. En las elecciones yugoslavas de 1923, 1925 y 1927 fue elegido diputado en la Asamblea Nacional. Durante dos etapas (1924 y 1927) fue ministro de Agricultura de Yugoslavia. 
En 1932, participó en la redacción de la Declaración eslovena, un texto firmado por políticos e intelectuales eslovenos que reclamaba una mayor descentralización del estado y el reconocimiento de la nacionalidad eslovena. Kulovec, Anton Korošec, Marko Natlačen y Anton Ogrizek fueron encarcelados hasta octubre de 1934 en que fue asesinado el rey Alejandro I. A partir de entonces, se ocupó de la organización de la Unión de Agricultores. En 1938, fue reelegido como diputado. Fue el organizador de la cooperativa agrícola y vicepresidente de la Unión Cooperativa Principal en Belgrado, y en 1940 sucedió a Korošec como presidente del SLS. Formó parte del gobierno yugoslavo durante el gobierno Cvetković-Maček en 1939, ocupando el cargo de ministro sin cartera, y del de Dušan Simović como ministro de obras públicas desde enero de 1941. Falleció el 6 de marzo de ese año durante el bombardeo de Belgrado por la Luftwaffe, en represalia por el golpe de Estado que derrocó al regente Pablo de Yugoslavia, siendo uno de los dos ministros muertos durante el bombardeo.
Se encuentra enterrado en el cementerio de Navje en Liubliana.